# Morpheus Island
Morpheus Island är en ö i Kanada.   Den ligger i provinsen British Columbia, i den sydvästra delen av landet, 3 700 km väster om huvudstaden Ottawa. Arean är 0,19 kvadratkilometer.
Terrängen på Morpheus Island är mycket platt. Den sträcker sig 0,7 kilometer i nord-sydlig riktning, och 0,4 kilometer i öst-västlig riktning.
I omgivningarna runt Morpheus Island växer i huvudsak barrskog.